# AN/AAS-38

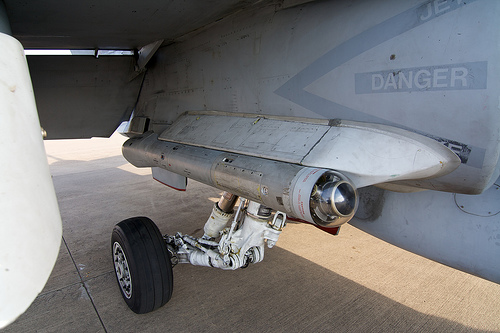
F/A-18に搭載されたAN/AAS-38

AN/AAS-38は、ロッキード・マーティンが開発した、F/A-18戦闘攻撃機専用前方監視赤外線装置（Forward Looking Infra-Red, FLIR）ポッド。愛称はナイトホーク（英: Nite hawk）。

## 概要
本機は、F/A-18の胴体左側方ハードポイント（Sta.4）に装着できるよう設計されており、内部には赤外線カメラとテレビカメラが収納され、コックピットのいずれかの表示装置に画像を表示することが可能となっている。また、F/A-18が搭載するその他の電子機器類と統合化されているため、兵装投下などの演算にその情報を活用することができ、夜間作戦能力が向上している。
F/A-18には1998会計年度生産機から装着されるようになり、胴体右側方ハードポイント（Sta.6）に装着する、AN/AAR-50感熱画像航法セット（Thermal Imaging Navigation Set, TINS）との組み合わせによって夜間の低高度飛行や目標捕捉が可能になった。
なお、発展型のF/A-18E/Fでは、後継機種のAN/ASQ-228発達型前方監視赤外線（Advanced Targeting Forward-Looking Infra-Red, ATFLIR）ポッドが装着されている。

## 対応機種
- F/A-18C/D

## 型式
- AN/AAS-38 - FLIRポッド
- AN/AAS-38A - レーザー目標指示/測距（Laser Target Designator/Rangefinder, LTD/R）能力付与型
- AN/AAS-38A/B - レーザー目標指示/レーザー・スポット追跡装置（Laser Target Designator/Laser Spot Tracker, LTD/LST）ポッド

## 採用国
アメリカ合衆国
- アメリカ海軍